# Vlag van Bourtange

Vlag van Bourtange

Bourtange, gelegen in de gemeente Westerwolde in de Nederlandse provincie Groningen, heeft sinds begin jaren 1980 een dorpsvlag. De beschrijving van de vlag van Bourtange luidt als volgt:
Drie horizontale banen van in blauw, geel en blauw, met een zwarte vijfhoekige schans bij de broeking.
De vlag is veel te zien in de vesting Bourtange. De tange, de smalle zandrug waarop Bourtange is gebouwd wordt gesymboliseerd door de gele baan, tussen twee blauwe banen, het moerassige veengebied.

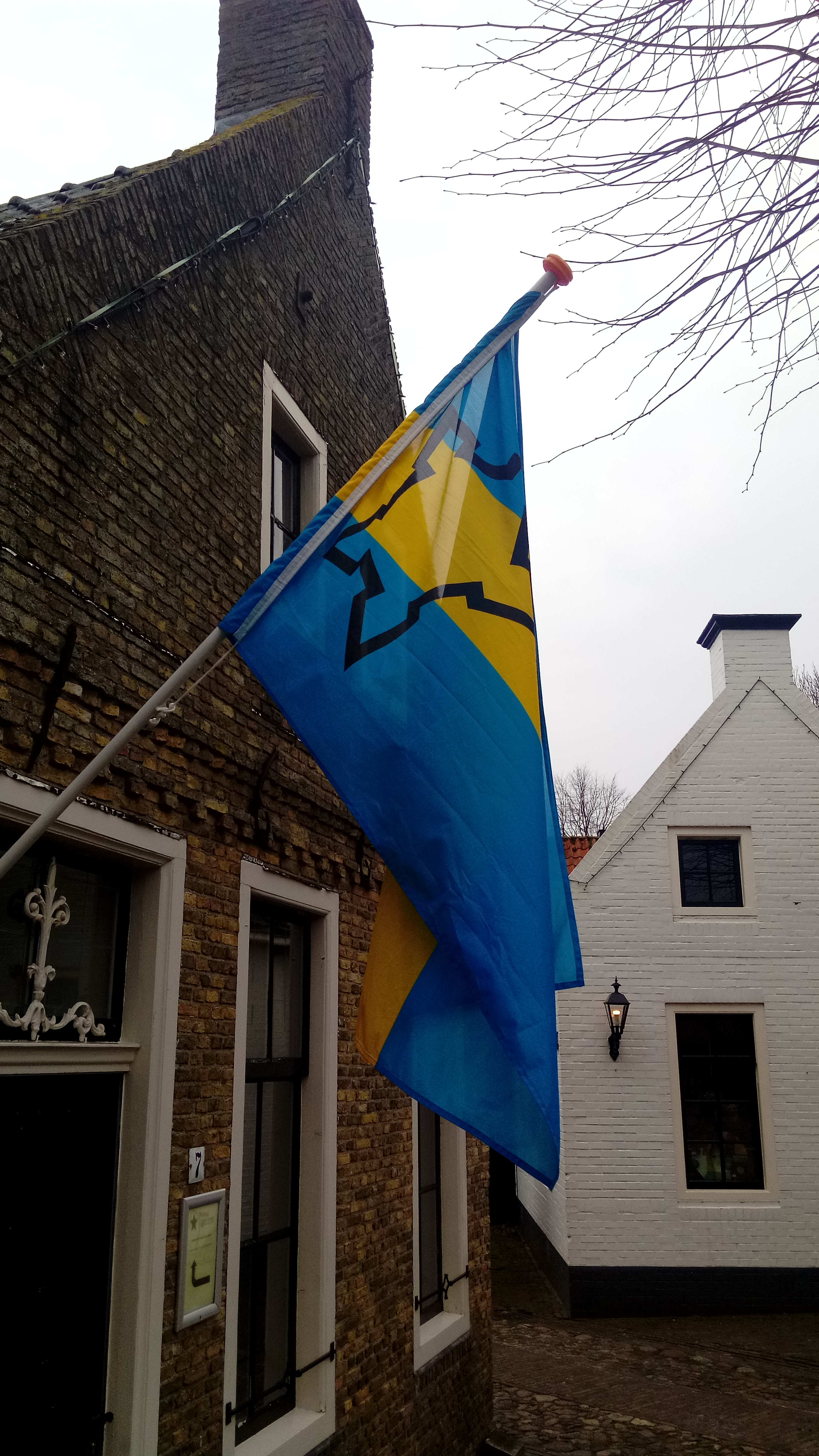
De vlag van Bourtange in de voormalige militaire vesting
Luchtfoto van dorp en vestingwerken

Bierum
· Boerakker-Lucaswolde
· Bourtange
· De Wilp
· Drieborg
· Eenum
· Farmsum
· Garrelsweer
· Hellum
· Jonkersvaart
· Kiel-Windeweer
· Leens
· Leermens
· Losdorp
· Marum
· Middelstum
· Noordlaren
· Nuis-Niebert
· Oldekerk, Faan en Niekerk
· Onstwedde
· Schildwolde
· Spijk
· Stedum
· Wehe-den Hoorn
· 't Zandt
· Zevenhuizen
· Zijldijk